# Мирсон, Стив
Стив Мирсон (англ. Steve Meerson) — американский сценарист, который участвовал в создании сценария фильмов вместе с Питером Крайксом.
Он получил номинацию на премию Сатурн в категории Лучший сценарий за свою работу над фильмом Звёздный путь IV: Дорога домой и также получил номинацию на премию Хьюго в категории Лучшая постановка.

## Фильмография
- Звёздный путь IV: Дорога домой (1986)[2] (с Питером Крайксом)
- Анна и король (1999) (с Питером Крайксом)
- Двойной удар (1991) (соавтор сюжета совместно с Шелдоном Леттичем, Жан-Клодом Ван Даммом и Питером Крайксом)
- Обратно на пляж (1987) (с Питером Крайксом)